# Chloride
Thuật ngữ chloride (/ˈklɔːraɪd/) có thể đề cập đến ion chlor (Cl−
), nguyên tử chlor tích điện âm, hoặc nguyên tử chlor không tích điện liên kết cộng hóa trị với phần còn lại của phân tử bằng liên kết đơn (−Cl).
Ion chloride là một anion (ion tích điện âm). Các muối chloride như natri chloride thường tan trong nước.
Chloride cũng là một nguyên tử chlor trung tính được liên kết đơn với phần còn lại của phân tử. Ví dụ, chloromethan CH
3Cl là hợp chất hữu cơ có liên kết cộng hóa trị C−Cl, trong đó chlor không phải là anion.

## Từ nguyên
Từ chloride bắt nguồn từ từ tiếng Pháp chlorure (/klɔʁyʁ/).

## Tính chất điện ly
Một ion chloride có kích thước lớn hơn nhiều (đường kính 167 pm) so với nguyên tử chlor (đường kính 99 pm). Ion này không màu và nghịch từ. Trong dung dịch nước, nó hòa tan tốt trong hầu hết các trường hợp; tuy nhiên, một số muối chloride, chẳng hạn như bạc chloride, chì(II) chloride và thủy ngân(I) chloride tan ít trong nước.

## Tồn tại trong tự nhiên
Trong tự nhiên, chloride được tìm thấy chủ yếu trong nước biển, có nồng độ ion chloride là 19.400 mg/lít. Một số khoáng chất có chứa chloride bao gồm halit (natri chloride, NaCl), sylvit (kali chloride, KCl), và bischofite (MgCl2∙6H2O).
Nồng độ chlor trong máu được gọi là chloride huyết thanh, và nồng độ này được thận điều chỉnh. Ion chloride là một trong những thành phần cấu trúc của một số protein, ví dụ như enzym amylase.

## Vai trò trong thương mại
Ngành công nghiệp chloride của kim loại kiềm là một ngạch tiêu dùng lớn trong ngân sách năng lượng của thế giới. Quá trình này chuyển đổi natri chloride thành chlor và natri hydroxide, được sử dụng để sản xuất nhiều chất liệu và hóa chất khác. Quá trình này liên quan đến hai phản ứng song song:

Membrane cell cơ bản được sử dụng trong quá trình điện phân của nước muối. Ở anode (A), chloride (Cl^{−}) bị oxy hóa thành chlor. Màng lọc ion (B) cho phép phản ứng Na^{+} tự do chảy qua, nhưng tránh các anion như hydroxide (OH^{−}) và chloride khuếch tán qua. Tại cực âm (C), nước bị khử thành ion hydroxide và khí hydro.

2 Cl− → Cl2 + 2 e−
2 H2O + 2 e− → H2 + 2 OH−